# Zakrzewo (Darłowo)
Zakrzewo (deutsch Sackshöhe) ist ein Dorf in der polnischen Woiwodschaft Westpommern und gehört zur Landgemeinde Darłowo (Rügenwalde) im Powiat Sławieński (Kreis Schlawe).

## Geographische Lage
Zakrzewo ist ein Bauerndorf, das 15 Kilometer nordwestlich von Sławno (Schlawe) und 5 Kilometer nordöstlich von Darłowo an der Woiwodschaftsstraße 203 (Koszalin (Köslin) – Darłowo – Ustka (Stolpmünde)) liegt. Die nächste Bahnstation ist Darłowo, Endpunkt der PKP-Strecke 418 von Korzybie (Zollbrück) kommend. Das Dorf ist auf einem Grundmoränenzug angelegt, der bis 45 Meter über NN. ansteigt. Nachbarorte sind: im Westen Cisowo (Zizow), im Norden Kopań (Kopahn), und Palczewice (Palzwitz), im Osten Kopnica (Köpnitz) und im Süden Zielnowo (Sellen).

## Ortsname
Sackshöhe wurde sowohl nach dem in Stettin amtierenden preußischen Oberpräsidenten für Pommern, Johann August Sack (1764–1831), als auch nach der Höhe, auf der das erste Gehöft errichtet wurde, benannt. Ursprünglich sollte das Dorf Neu Zizow heißen. Die Bezeichnung Zakrzewo kommt in Polen für 25 Dörfer vor.

## Geschichte
Der Magistrat von Rügenwalde (heute polnisch: Darłowo) verkaufte am 17. September 1828 das ihm auf der Feldmark von Zizow (Cisowo) gehörende Grundstück, damit hier im darauffolgenden Jahr eine Kolonie angelegt werden konnte. Das Grundstück war etwa 220 Hektar groß und könnte an der Stelle des in früherer Zeit hier angesiedelten und wüst gewordenen Dorfes Sollnitz gelegen haben.
Sackshöhe ist eine planmäßig angelegte Siedlung, die – bis heute – aus drei Ortsteilen besteht:
- Obersackshöhe, auch Groß Sackshöhe, heute polnisch: Zakrzewo Górne, 900 Meter nördlich der heutigen Woiwodschaftsstraße zwischen Zizow und Köpnitz (Kopnica) gelegen (16 Anwesen),
- Mittelsackshöhe, das eigentliche Sackshöhe, heute Zakrzewo, beiderseits der Woiwodschaftsstraße (25 Anwesen),
- Untersackshöhe, auch Klein Sackshöhe, polnisch: Zakrzewo Dolne, 700 Meter südlich der Woiwodschaftsstraße an der Wipper mit Brücke nach Sellen (Zielnowo; 6 Anwesen).

Im Jahre 1832 waren bereits 35 Siedlerstellen mit etwa 100 Einwohnern besetzt. 1864 lebten hier schon 304 Menschen, deren Zahl bis 1939 allerdings auf 228 (in 52 Haushaltungen) zurückging.
Sackshöhe hat seine ursprüngliche Form immer erhalten. 1860 erhielt die Kolonie die rechte einer selbständigen Gemeinde, die mit den Gemeinden Köpnitz (Kopnica), Kopahn (Kopań), Palzwitz (Palczewice) und Zizow (Cisowo) zum Amt Zizow und zum Standesamt Palzwitz im Amtsgerichtsbereich Rügenwalde gehörte. Das Dorf lag im Landkreis Schlawe i. Pom. im Regierungsbezirk Köslin der preußischen Provinz Pommern.
Am 7. März 1945 wurde Sackshöhe von der Roten Armee besetzt; der Ort wurde in Maslankowo umbenannt. 1946 bis 1947 kamen Polen und Ukrainer hierher. Von Juli bis Dezember 1946 wurde die Mehrzahl der ortsansässigen Dorfbewohner vertrieben; vier Familien blieben bis ins Frühjahr 1947. Der Ort erhielt Anfang 1947 die polnische Bezeichnung Zakrzewo und ist heute ein Teil der Gmina wiejska Darłowo im Powiat Sławieński der Woiwodschaft Westpommern. Heute leben hier 201 Menschen.

## Kirche
Vor 1945 waren alle Einwohner von Sackshöhe evangelischer Konfession. Das Dorf gehörte mit Köpnitz (Kopnica), Kopahn (Kopań), Palzwitz und Zizow (Cisowo) zum Kirchspiel Zizow im Kirchenkreis Rügenwalde der Kirchenprovinz Pommern der Kirche der Altpreußischen Union.
Seit 1945 ist die Bevölkerung von Zakrzewo fast ausnahmslos katholisch. Die Kirche von Cisowo ist nun eine Filialkirche in der Pfarrei Barzowice (Barzwitz), die zum Dekanat Darłowo im Bistum Köslin-Kolberg der Katholischen Kirche in Polen gehört. Evangelische Kirchenglieder sind dem Kirchspiel Koszalin (Köslin) in der Diözese Pommern-Großpolen der Evangelisch-Augsburgischen Kirche in Polen zugeordnet.

## Schule
In Sackshöhe bestand vor 1945 eine einklassige Volksschule mit Lehrerwohnung. Um 1865 wurden hier sogar bis zu 70 Kinder unterrichtet. Bekannt ist die Lehrerfamilie Neubüser, von deren neun Kindern nicht nur sechs selber den Lehrerberuf ergriffen, sondern sich auch als Genealogen und Heimatforscher einen Ruf erwarben.